# Hällasjö
Hällasjö är en sjö i Växjö kommun i Småland och ingår i Mörrumsåns huvudavrinningsområde. Sjön har en area på 0,0696 kvadratkilometer och ligger 222 meter över havet.

## Delavrinningsområde
Hällasjö ingår i det delavrinningsområde (630751-145385) som SMHI kallar för Inloppet i Årydsjön. Medelhöjden är 212 meter över havet och ytan är 98,94 kvadratkilometer. Räknas de 5 avrinningsområdena uppströms in blir den ackumulerade arean 190,4 kvadratkilometer. Aggaå (Skyeån) som avvattnar avrinningsområdet har biflödesordning 2, vilket innebär att vattnet flödar genom totalt 2 vattendrag innan det når havet efter 102 kilometer. Avrinningsområdet består mestadels av skog (82 procent). Avrinningsområdet har 0,28 kvadratkilometer vattenytor vilket ger det en sjöprocent på 0,3 procent.